# Within Destruction
Within Destruction ist eine 2010 gegründete Deathcore-/Slam-Death-Metal/metalcore-Band aus Jesenice, Slowenien.

## Geschichte
Gegründet wurde Within Destruction im Jahre 2010 in der slowenischen Stadt Jesenice. Sie besteht nach mehreren Besetzungswechseln aus Sänger Rok Rupnik, Gitarristen Howard Fang und Schlagzeuger Luka Vezzosi.
Im Jahr 2012 unterschrieb die Band einen Plattenvertrag mit dem österreichischen Independent-Label Noisehead Records und veröffentlichte ihr Debütalbum From the Depths über der Plattenfirma. Im Jahr 2014 spielte die Band bei den Metaldays in Tolmin.
Knapp vier Jahre später erschien mit Void das zweite Album, das über das deutsche Label Rising Nemesis Records auf den Markt gebracht wurde. In diesem Zeitraum absolvierte die Band eine Europatournee als Vorband für Visceral Disgorge und Disentomb, die unter anderem durch Deutschland, Österreich, Tschechien, Frankreich und das Vereinigte Königreich führte. Auch spielte die Band vereinzelte Konzerte als Vorband für Suicide Silence, Belphegor und Benighted.
Am 30. März 2018 erschien mit Deathwish das inzwischen dritte vollwertige Studioalbum der Band, das von Fit-for-an-Autopsy-Gitarristen Will Putney produziert wurde. Ende Februar des Jahres 2018 startete die Band auf ihre zweite Europatour, die dieses Mal von Stillbirth und Walking Dead on Broadway begleitet wurde und am 25. März 2018 endete.
Mitte September 2018 wurde bekannt, dass die Band einen Plattenvertrag beim US-amerikanischen Musiklabel Unique Leader Records unterschrieben haben und kündigten an, dass im März veröffentlichte Album Deathwish mit zusätzlichem Inhalt neu aufzulegen. Zwischen dem 29. März und dem 4. Mai 2019 spielte die Gruppe ihre erste Tournee durch die Vereinigten Staaten, als Vorgruppe für Lorna Shore und Enterprise Earth.
Am 1. Juni 2020 kündigte die Band mit Yōkai ihr inzwischen viertes Studioalbum für den 12. August gleichen Jahres an. Aufgrund der weltweiten COVID-19-Pandemie waren zwischenzeitlich keine Konzerte möglich, sodass die Gruppe ihr Album nicht bewerben konnten. Stattdessen begannen die Musiker mit den Arbeiten an ihrem fünften Album, welches im September 2022 unter dem Namen Lotus erschien. Im Januar und Februar 2023 tourt die Gruppe erstmals als Headliner durch die Vereinigten Staaten und Kanada.

## Musik
Beschrieben wird die Musik auf dem Debütalbum From the Dephts als eine Mischung aus „ganz viel Death Metal mit etwas beigesteuerter Schwärze und einer hörbaren Portion Deathcore.“ Verglichen wurde die Gruppe mit Bands wie As You Drown und Whitechapel. Laut Luka vom Stormbringer schiele die Band auch in Richtung Melodic Death Metal. Er bezeichnet Gruppen wie Dissection, In Flames und The Black Dahlia Murder als musikalische Referenzen.
Die Musik von Within Destruction wird als brutal und aggressiv beschrieben, hat aber auch melodische und groovende Passagen. Im Gegensatz zu vielen anderen Deathcore-Bands verwenden Within Destruction nur wenige Breakdowns, die als hart und rau beschrieben werden und dem jeweiligen Lied zugutekommen. Connor Welsh nennt Gruppen wie Slaughter to Prevail, Oceano, Ingested, Sectioned und Vulvodynia als musikalische Referenzen.

## Diskografie
- 2012: From the Depths (Album, Noisehead Records)
- 2016: Void (Album, Rising Nemesis Records)
- 2018: Deathwish (Album, Rising Nemesis Records, 2019 bei Unique Leader Records)
- 2020: Yōkai (Album, Ultra Heavy Records)
- 2022: Lotus (Album, Ultra Heavy Records)
- 2023: Rebirth (EP, Ultra Heavy Records)
- 2025: Animetal (Album, Sumerian Records)